# John Felton
John Felton (sinh năm 1595 – mất ngày 28 tháng 10 năm 1628) là một trung úy phục vụ trong quân đội Hoàng gia Anh, người đã thực hiện việc ám sát George Villiers-đương kim thủ tướng nước anh vào ngày 23 tháng 8 năm 1628. Cuộc ám sát diễn ra trong bối cảnh hai nước Anh và Pháp đang giao chiến với nhau tại La Rochelle. John Felton được đề cập đến trong tác phẩm Ba chàng lính ngự lâm của nhà văn Alexandre Dumas.

## Trong tiểu thuyết
Trong tiểu thuyết Ba chàng lính ngự lâm, John Felton được giới thiệu là một viên trung úy dưới trướng của Huân tước Winter, anh được giới thiệu là một chàng trai trẻ, độ hăm lăm, hăm sáu, khuôn mặt trắng trẻo với đôi mắt xanh trong và hơi sâu, cái miệng đẹp và rắn rỏi. Và được giao nhiệm vụ canh giữ nữ tội phạm Milady và việc giao Milady cho Felton chính là sai lầm "khốn khổ" nhất của huân tước Winter.
Dù bị giam giữ cẩn thận nhưng Milady vẫn bình thản và rắp tâm quyến rũ chàng trai trẻ Felton khi có cơ hội. Ban đầu chàng trung úy này vẫn đang cảnh giác cao độ qua những lời dặn dò của huân tước Winter. Ngày tháng vẫn trôi qua mà không có biến động nào. Thời gian sau đó, khi Milady thực hiện quyến rũ Felton. Cô không lạnh lùng vô cảm nửa mà luôn đưa mắt nhìn về phía Felton. Mỗi tối đi ngủ cô ta luôn khóc thầm vừa đủ cho Felton nghe thấy, tự nhiên Felton thấy tội nghiệp cho cô gái và bắt đấu quan sát cô và thấy cô khi ngủ vẫn trào nước mắt. Khi Felton lại gần chính là lúc Milady nhận thấy kế hoạch của mình đã thành công. Một tia thương xót đã lóe lên trong lòng chàng trung úy trẻ tuổi này.
Milady đã nhân cơ hội tiếp cận và trò chuyện đồng thời bịa ra các cơn đau để Felton quan tâm đến cô. Dần dần cô đã tiếp cận được với anh chàng này và kể những câu chuyện bịa đặt thật cảm động về cuộc đời của cô, qua đó ám thị Felton rằng cô mới chính là người yếu đuối, cô thế, tội nghiệp và bị các thế lực vùi dập, trong đó có Buckingham và Winter. Đầu óc anh ta bị tiêm nhiễm tư tưởng thù ghét quận công Buckingham, vì đấy là mục tiêu sau cùng trong kế hoạch ma quỷ của Milady.
Milady đã giả danh là người theo Thành giáo vì Felton là một người rất sùng đạo, dẫn dụ Felton đến gần mình từ mối giao cảm giữa hai con người cùng đạo đến sự tôn thờ và sự phục tùng bởi tình yêu và niềm tin mù quáng. Kết cục là Felton không những tin Milady mà yêu cô mà còn sùng bái cô, anh ta giúp cô vượt ngục và cùng nhau chạy trốn về Pháp. Anh này đã bí mật giũa song sắt xà lim của Milady, rồi cõng cô leo xuống một cái thang giây với tình thế thật nguy hiểm, thậm chí khi lính canh đi tuần tra, họ phải treo lơ lững giữa trời cho đến khi lính canh đi qua.
Trước khi trở về anh ta hẹn cô chờ tài cảng Portsmouth còn mình thì đi về phía dinh thủ tướng để ám sát quận công Buckingham. Anh đi thẳng đến điện Admiralty nơi quận công đang ở đó, mạo danh là người đưa thư của huân tước Winter cho quận công và chờ khi quận công xem thư, anh ta rút dao đã thủ sẵn trong túi ra và nhào tới thọc lưỡi dao thẳng vào bên hông quận công. Felton đã ám sát thành công Buckingham trước khi huân tước Winter kịp đến ngăn cản. Khi biết tin Buckingham bị ám sát qua hồi đại bác bắn báo hiệu quốc tang, Milady bỏ mặc Felton lên tàu về nước Pháp và sau đó khi nghe tiếng chuông báo hiệu tàu chạy, Felton biến mình đã bị Milady bội phản và sụp đổ hoàn toàn. Huân tước Winter đã tống giam Felton vào tù chờ ngày xử tội.